# Wody Morteluny
Wody Morteluny (fr.: Les Eaux de Mortelune) – francuska seria komiksowa autorstwa Particka Cothiasa (scenariusz) i Philippe'a Adamova (rysunki), opublikowana w oryginale w 10 tomach w latach 1986–2000 przez wydawnictwo Glénat. Po polsku pierwszy tom ukazał się w 2002 nakładem wydawnictwa Motopol – Twój Komiks, a w latach 2022–2023 cała seria ukazała się w dwóch albumach zbiorczych liczących po pięć tomów nakładem wydawnictwa Kurc.

## Fabuła
Utrzymana w konwencji fantastyki postapokaliptycznej, akcja serii toczy się w przyszłości w Paryżu zdewastowanym wskutek wojny jądrowej. Woda stała się towarem deficytowym, który zastąpił pieniądze. Miastem rządzi niepodzielnie Książę Morteluny (fr. Mortelune, dosłownie "martwy księżyc"), wokół którego kłębią się zdegenerowani dworzanie. W tych realiach próbuje przeżyć dwoje rodzeństwa: głuchoniemy Nicolas o paranormalnych zdolnościach i Violhaine, faworyta księcia.

## Tomy
| Tom | Wydanie polskie                      | Wydanie oryginalne                 |
| --- | ------------------------------------ | ---------------------------------- |
| 1   | Szczurza szachownica (2002)          | L’Échiquier du rat (1986)          |
| 2   | Portowa kawiarnia (2022)             | Le Café du port (1987)             |
| 3   | Książę i laleczka (2022)             | Le Prince et la Poupée (1989)      |
| 4   | Oczy Nicolasa (2022)                 | Les Yeux de Nicolas (1990)         |
| 5   | Fala uderzeniowa (2022)              | Vague à lames (1992)               |
| 6   | Liczna Bestii (2023)                 | Le Chiffre de la bête (1995)       |
| 7   | Wojna bogów (2023)                   | La Guerre des dieux (1995)         |
| 8   | Śmierć Nicolasa (2023)               | La Mort de Nicolas (1997)          |
| 9   | De profondis (2023)                  | De profondis (1998)                |
| 10  | Poszukiwanie straconego czasu (2023) | La Recherche du temps perdu (2000) |